# Zwerg-Friesenhuhn
Das Zwerg-Friesenhuhn ist eine niederländische Zwerghuhn-Rasse. Sie entstand ursprünglich in der niederländischen Provinz Friesland. Das Alter dieser Rasse ist nicht bekannt.

## Aussehen und Gewicht
Zwergfriesenhühner sind klein und schlank. Ihre Haltung ist aufrecht und sie tragen den Schwanz hoch. Ein Hahn wiegt durchschnittlich 700 Gramm, eine Henne 600 Gramm.

## Eier
Die Eier sollten um die 30 Gramm wiegen und weiße Schalen haben. Die durchschnittliche Legeleistung beträgt 120 Eier im Jahr.